# Caserne des Grenadiers
50° 53′ 08″ N, 4° 21′ 06″ E
À proximité du domaine du Stuyvenberg à Laeken (au nord de Bruxelles), au coin de l’avenue des Robiniers, de la rue Médori et de la drève Sainte-Anne, se dresse la façade monumentale de la caserne des Grenadiers.  Ce détachement était, depuis 1840, chargé de la surveillance des palais royaux.  Les plans d’agrandissement du palais royal de Laeken de Charles Girault entraînant la disparition de la caserne située sur son flanc droit, le relogement du détachement des Grenadiers de Laeken était devenu indispensable.
Léopold II de Belgique s’en était d’ailleurs personnellement préoccupé dès 1896.  Après la signature, le 20 décembre 1897, d’un arrêté autorisant l’expropriation pour cause d’utilité publique des terrains nécessaires, les premiers travaux, qui concernaient l’entrée principale et les pavillons transversaux, sont entamés le 7 novembre 1899.  Les soldats intègrent leurs nouvelles installations trois ans plus tard, le 22 septembre 1902.
L’architecte Jules-Jacques Van Ysendyck (1836-1901) signe ici une de ses dernières grandes œuvres.  Avec d’autres, il est à l’origine du regain de faveur du style renaissance flamande dans nos contrées.  Il est, notamment, l’architecte des maisons communales de Schaerbeek et d’Anderlecht construites dans le même style régionaliste qui se caractérise par un souci du monumental, le recours à des matériaux nobles du terroir, sans renier l’apport du verre et de l’acier, et l’appel aux métiers d’artisans locaux pour la sculpture.
Si les bâtiments de style néo-Renaissance flamande sont encensés pour la modernité de leurs installations, d’aucuns regrettent qu’on ait sacrifié à leur profit un morceau de campagne encore intacte.  Le corps principal est constitué de deux ailes symétriques mélangeant la pierre et la brique, surmontées de frontons et reliées entre elles par un porche monumental qui débouche sur une cour d’honneur. 
Après différents occupants, dont le régiment de la défense terrestre contre les avions dans l’entre-deux-guerres, l’École des Cadets, chargée de dispenser les humanités aux enfants de militaires depuis 1838, intègre les bâtiments au lendemain de la Seconde Guerre mondiale, mettant fin à une dispersion de ses effectifs dans plusieurs villes belges.  Avant de fermer définitivement ses portes le 30 juin 1991, elle partageait les locaux avec l’école de formation pour sous-lieutenants jusqu’à son absorption par l’École royale militaire.  Un centre de formation de la police fédérale a ensuite occupé les lieux avant que l’État fédéral belge ne décide d’affecter les bâtiments à la quatrième école européenne de Bruxelles.
Ne pas confondre ce bâtiment avec la caserne Prince Albert, réalisée par le même architecte, rue des Petits Carmes dans le centre de Bruxelles.